# Land- und Stadtgericht Petershagen
Das Land- und Stadtgericht Petershagen war von 1815 bis 1849 ein Land- und Stadtgericht mit Sitz in der ostwestfälischen Stadt Petershagen.

## Geschichte
Im Königreich Westphalen wurde die Gerichtsorganisation nach französischem Vorbild vereinheitlicht, siehe Justizwesen im Königreich Westphalen. Für den Kanton Petershagen war das Friedensgericht Petershagen zuständig, für den Distrikt Paderborn das Tribunal Paderborn. Nach dem Ende des Königreichs Westphalen im Jahr 1813 blieben die Gerichte zunächst bestehen. Da der Appellationshof Kassel aber nun zum Kurfürstentum Hessen gehörte, entfiel die Möglichkeit zu Appellation gegen Urteile der nun preußisch gewordenen Gerichte im Regierungsbezirk Minden. Daher verordnete Zivilgouverneur Ludwig von Vincke, dass die Tribunale zu Paderborn und Höxter jeweils für einander die Appellationsinstanz bilden sollten. Ab 1815 bildete das Oberlandesgericht Minden bzw. Oberlandesgericht Paderborn das Instanzengericht. Anstelle des Friedengerichtes wurde nun ein Land- und Stadtgericht eingerichtet.
Der Sprengel des Gerichts umfasste die Stadt Petershagen, der Flecken Schlüsselburg und 16 Dorfschaften. In Schlüsselburg wurden ab 1834 Gerichtstage abgehalten. Besetzt war das Gericht mit einem Land- und Stadtrichter, einem Assessor, zwei Subalternen und drei Unterbeamten. 
1849 wurden in Preußen die Gerichte neu geordnet und einheitlich Kreisgerichte eingerichtet. So entstand das Kreisgericht Minden. In Petershagen wurde die Gerichtskommission Petershagen dieses Kreisgerichts eingerichtet.

## Gerichtsamt Petershagen
Im Jahre 1665 erbaute der Superintendent und erste Pfarrer von Petershagen Julius Schmidt ein neues Wohnhaus. Für dieses und seinen weiteren Besitz beantragte er die Burgmannsgerechtigkeiten, die ihm am 20. März 1671 durch das Domkapitel von Minden unter Zustimmung der Landstände und der brandenburgischen Regierung verliehen wurden. Schließlich musste der Hof verkauft werden. Dessen späterer Besitzer, der Amtmann Johann Vethake (* 1716) pachtete 1740 das Amt Petershagen zusammen mit dem Amtmann Gade. Später beschränkte er sich auf einen Teil, behielt aber die Gerichtsbarkeit für das Amt Petershagen. Diese entfiel im Königreich Westphalen. 
Bei der Errichtung des Land- und Stadtgerichts Petershagen erhoben die Vethakeschen Erben aufgrund des Erbpachtkontraktes vom 15. Juli 1767 Ansprüche auf die Ausübung der Gerichtsbarkeit. Mit Bekanntmachung des Königlichen Oberlandesgerichts Paderborn vom 2. April 1830 wurde die Patrimonialgerichtsbarkeit wieder hergestellt. Das so entstandene Gerichtsamt Petershagen bestand bis zur Abschaffung der Patrimonialgerichtsbarkeit 1849.